# 東開聞町
東開聞町（ひがしかいもんちょう）は、鹿児島県薩摩川内市の町。旧川内市東向田町。郵便番号は895-0051。人口は277人、世帯数は152世帯（2020年10月1日現在）。東開聞町の全域で住居表示を実施している。

## 地理
薩摩川内市の本土側の南西部、川内川の下流域に位置している。薩摩川内市の市街地に位置しており、字域の北方には川内川を挟んで花木町、若葉町、大小路町、北東方には向田本町、南方には鹿児島県道43号川内串木野線を境に神田町、南方から東方にかけては西向田町、西方には西開聞町、南西方には若松町がそれぞれ接している。
町域内には飲食店や病院が多く所在しており、その他にマンションなどがある。
字域の南端部を鹿児島県道43号川内串木野線が東西に通っており、北東の端を国道3号が南北に通っている。

### 町名の由来
東開聞町という町名は隣接する西開聞町にある向田神社の通称である『開聞神社』に由来している。

## 歴史
1965年（昭和40年）4月1日に向田町の一部の区域において住居表示に関する法律に基づき街区方式による住居表示が実施されることとなった。それに伴い同日付で町名・地番の変更が行われ川内市向田町の一部より分割され、川内市の町名「東開聞町」として設置された。
2004年（平成16年）10月12日に川内市、東郷町、入来町、祁答院町、樋脇町、下甑村、上甑村、鹿島村、里村が新設合併し薩摩川内市が設置された。この市町村合併に伴い設置された法定合併協議会において川内市の町・字については「現行通りとする。」と協定されたため、名称の変更は行われずに薩摩川内市の町となった。

### 字域の変遷
| 変更後           | 変更年             | 変更後         |
| ---------------- | ------------------ | -------------- |
| 東開聞町（新設） | 1965年（昭和40年） | 向田町（一部） |

## 人口
以下の表は国勢調査による小地域集計が開始された1995年以降の人口の推移である。
| 年                 | 人口 |
| ------------------ | ---- |
| 1995年（平成7年）  | 502  |
| 2000年（平成12年） | 462  |
| 2005年（平成17年） | 439  |
| 2010年（平成22年） | 344  |
| 2015年（平成27年） | 300  |
| 2020年（令和2年）  | 277  |

## 施設
公共施設等は所在しておらず、病院等の施設が点在している他は住宅街となっている。

## 小・中学校の学区
市立小・中学校に通う場合、学区（校区）は以下の通りとなる。
| 大字     | 番地 | 小学校                 | 中学校                     |
| -------- | ---- | ---------------------- | -------------------------- |
| 東開聞町 | 全域 | 薩摩川内市立川内小学校 | 薩摩川内市立川内中央中学校 |

## 交通

### 鉄道
町域内には鉄道は通っていない。最寄りの駅は川内駅である。

### 道路
一般国道
- 国道3号

主要地方道
- 鹿児島県道43号川内串木野線